# Puskás Lajos (labdarúgó)
Puskás Lajos (Tetétlen, 1944. augusztus 13. –) válogatott labdarúgó, edző.

## Pályafutása

### A válogatottban
1964 és 1969 között 7 alkalommal szerepelt a válogatottban és 1 gólt szerzett.  Négyszeres ifjúsági válogatott (1961–62, 1 gól), 14-szeres B-válogatott (1963–67, 10 gól), háromszoros utánpótlás válogatott (1964, 4 gól), egyszeres Budapest válogatott (1967).

## Edzőként
1977-ben a Siófoki Bányász vezetőedzője lett.

## Sikerei, díjai
- Magyar bajnokság
  - bajnok: 1965, 1966
  - 2.: 1970–71
  - 3.: 1968, 1972–73
- Magyar kupa (MNK)
  - győztes: 1973
- Bajnokcsapatok Európa-kupája (BEK)
  - negyeddöntős: 1967–68
- Közép-európai kupa (KK)
  - győztes: 1965, 1970

## Statisztika

### Mérkőzései a válogatottban
| Magyarország | Magyarország         | Magyarország                     | Magyarország  | Magyarország | Magyarország | Magyarország | Magyarország | Magyarország |
| #            | Dátum                | Helyszín                         | Hazai         | Eredmény     | Vendég       | Kiírás       | Gólok        | Esemény      |
| ------------ | -------------------- | -------------------------------- | ------------- | ------------ | ------------ | ------------ | ------------ | ------------ |
| 1.           | 1964. október 4.     | Bern, Wankdorf-stadion           | Svájc         | 0 – 2        | Magyarország | barátságos   | -            |              |
| 2.           | 1964. október 25.    | Budapest, Népstadion             | Magyarország  | 2 – 1        | Jugoszlávia  | barátságos   | -            | 65'          |
| 3.           | 1966. október 30.    | Budapest, Népstadion             | Magyarország  | 3 – 1        | Ausztria     | barátságos   | -            |              |
| 4.           | 1969. szeptember 14. | Prága, Stadion Letná             | Csehszlovákia | 3 – 3        | Magyarország | vb-selejtező | -            | 75'          |
| 5.           | 1969. szeptember 24. | Stockholm, Råsunda Stadion       | Svédország    | 2 – 0        | Magyarország | barátságos   | -            | 71'          |
| 6.           | 1969. november 5.    | Budapest, Népstadion             | Magyarország  | 4 – 0        | Írország     | vb-selejtező | 1            | 46' 68'      |
| 7.           | 1969. december 3.    | Marseille, Stade Vélodrome (FRA) | Csehszlovákia | 4 – 1        | Magyarország | vb-selejtező | -            | 61'          |
|              | Összesen             |                                  |               | 7            | mérkőzés     |              | 1            | gól          |